# كاوهسيونغ

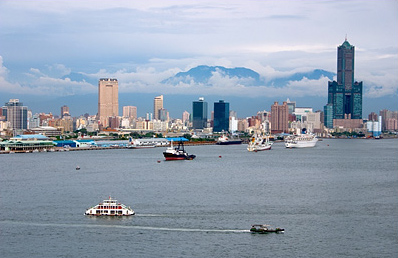
ميناء كاوهسيونغ

كاوهسيونغ (بالصينية: 高雄) تسمى أيضاً مدينة كاوهسيونغ هي مدينة تقع في جنوب غرب تايوان وتطل على مضيق تايوان من الغرب. تقسم كاوهسيونغ إلى ثمانية وثلاثون أقضية. كاوهسيونغ هي ثاني أكبر مدينة في تايوان حيث يبلغ عدد سكانها 2.9 مليون نسمة. ولديها ميناء هام، يتم من خلاله تمرير معظم واردات تايوان البحرية والصادرات.

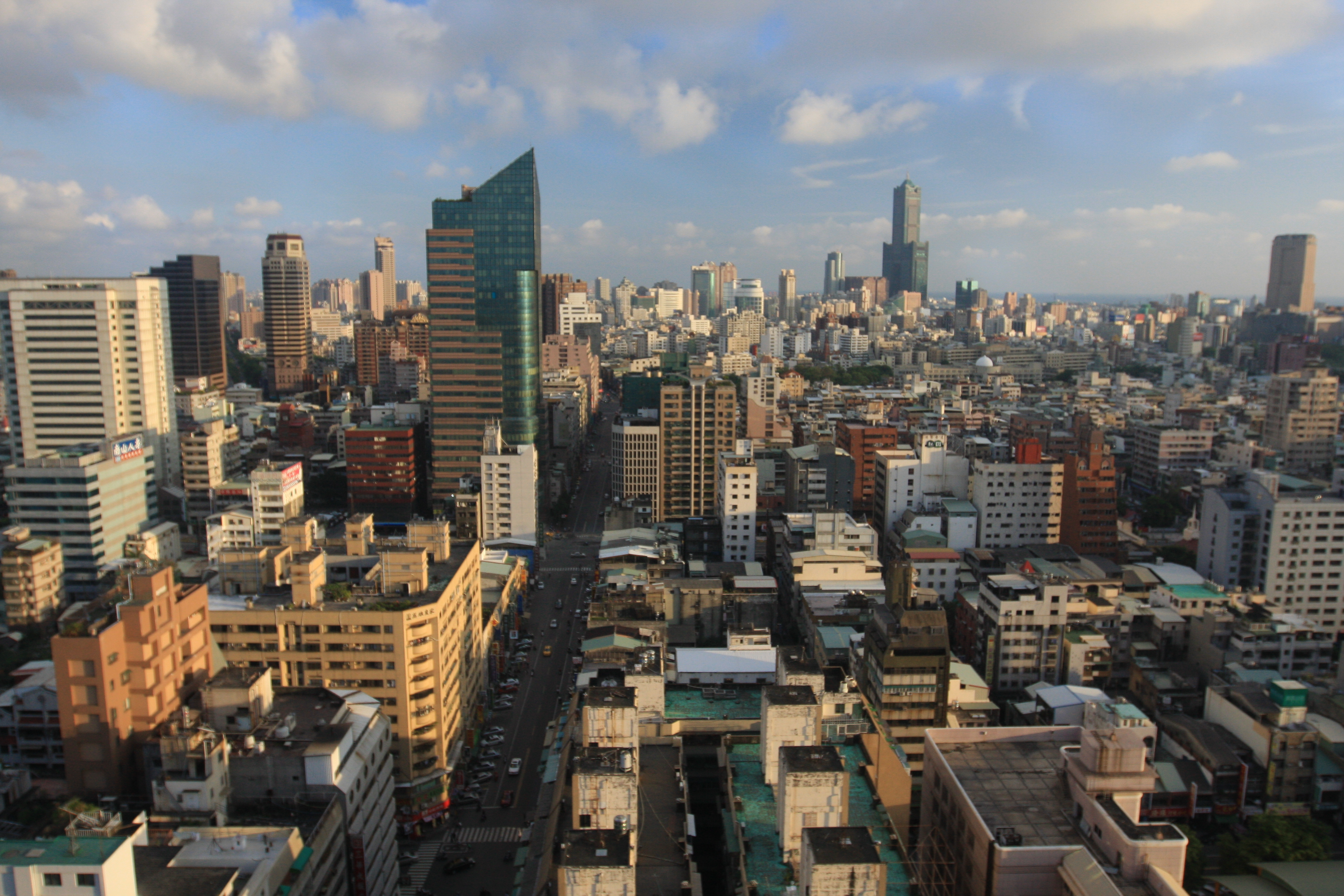
ناطحة سحاب في كاوهسيونغ

مطار كاوهسيونغ الدولي يعد ثاني أكبر مطار في تايوان. كانت كاوهسيونغ المدينة المضيفة لدورة الألعاب العالمية 2009 وهو حدث متعدد الرياضات يتألف أساساً من الرياضات غير الواردة في دورة الألعاب الأولمبية.

## المناخ
يظهر الجدول التالي التغييرات المناخية على مدار السنة لكاوهسيونغ:
| البيانات المناخية لـكاوهسيونغ                                             | البيانات المناخية لـكاوهسيونغ | البيانات المناخية لـكاوهسيونغ | البيانات المناخية لـكاوهسيونغ | البيانات المناخية لـكاوهسيونغ | البيانات المناخية لـكاوهسيونغ | البيانات المناخية لـكاوهسيونغ | البيانات المناخية لـكاوهسيونغ | البيانات المناخية لـكاوهسيونغ | البيانات المناخية لـكاوهسيونغ | البيانات المناخية لـكاوهسيونغ | البيانات المناخية لـكاوهسيونغ | البيانات المناخية لـكاوهسيونغ | البيانات المناخية لـكاوهسيونغ |
| الشهر                                                                     | يناير                         | فبراير                        | مارس                          | أبريل                         | مايو                          | يونيو                         | يوليو                         | أغسطس                         | سبتمبر                        | أكتوبر                        | نوفمبر                        | ديسمبر                        | المعدل السنوي                 |
| ------------------------------------------------------------------------- | ----------------------------- | ----------------------------- | ----------------------------- | ----------------------------- | ----------------------------- | ----------------------------- | ----------------------------- | ----------------------------- | ----------------------------- | ----------------------------- | ----------------------------- | ----------------------------- | ----------------------------- |
| الدرجة القصوى °م (°ف)                                                     | 31.6 (88.9)                   | 32.5 (90.5)                   | 33.2 (91.8)                   | 35.4 (95.7)                   | 36.4 (97.5)                   | 37.2 (99.0)                   | 37.1 (98.8)                   | 36.1 (97.0)                   | 37.6 (99.7)                   | 34.8 (94.6)                   | 33.0 (91.4)                   | 31.0 (87.8)                   | 37.6 (99.7)                   |
| متوسط درجة الحرارة الكبرى °م (°ف)                                         | 23.9 (75.0)                   | 24.7 (76.5)                   | 26.8 (80.2)                   | 29.1 (84.4)                   | 30.8 (87.4)                   | 31.6 (88.9)                   | 32.4 (90.3)                   | 31.9 (89.4)                   | 31.4 (88.5)                   | 30.0 (86.0)                   | 27.7 (81.9)                   | 24.9 (76.8)                   | 28.8 (83.8)                   |
| المتوسط اليومي °م (°ف)                                                    | 19.3 (66.7)                   | 20.3 (68.5)                   | 22.6 (72.7)                   | 25.4 (77.7)                   | 27.5 (81.5)                   | 28.5 (83.3)                   | 29.2 (84.6)                   | 28.7 (83.7)                   | 28.1 (82.6)                   | 26.7 (80.1)                   | 24.0 (75.2)                   | 20.6 (69.1)                   | 25.1 (77.1)                   |
| متوسط درجة الحرارة الصغرى °م (°ف)                                         | 15.7 (60.3)                   | 16.7 (62.1)                   | 19.2 (66.6)                   | 22.4 (72.3)                   | 24.8 (76.6)                   | 25.9 (78.6)                   | 26.4 (79.5)                   | 26.1 (79.0)                   | 25.5 (77.9)                   | 24.0 (75.2)                   | 20.9 (69.6)                   | 17.1 (62.8)                   | 22.1 (71.8)                   |
| أدنى درجة حرارة °م (°ف)                                                   | 5.7 (42.3)                    | 6.6 (43.9)                    | 6.8 (44.2)                    | 10.3 (50.5)                   | 17.3 (63.1)                   | 19.0 (66.2)                   | 20.0 (68.0)                   | 20.7 (69.3)                   | 19.5 (67.1)                   | 14.7 (58.5)                   | 10.2 (50.4)                   | 4.4 (39.9)                    | 4.4 (39.9)                    |
| معدل هطول الأمطار مم (إنش)                                                | 16.0 (0.63)                   | 20.5 (0.81)                   | 38.8 (1.53)                   | 69.8 (2.75)                   | 197.4 (7.77)                  | 415.3 (16.35)                 | 390.9 (15.39)                 | 416.7 (16.41)                 | 241.9 (9.52)                  | 42.7 (1.68)                   | 18.7 (0.74)                   | 16.2 (0.64)                   | 1٬884٫9 (74.22)               |
| متوسط الأيام الممطرة (≥ 0.1 mm)                                           | 3.2                           | 3.7                           | 4.0                           | 5.8                           | 9.3                           | 13.8                          | 12.9                          | 16.3                          | 11.2                          | 3.5                           | 2.6                           | 2.3                           | 88.6                          |
| متوسط الرطوبة النسبية (%)                                                 | 72.7                          | 73.5                          | 73.2                          | 75.1                          | 76.9                          | 80.1                          | 78.7                          | 80.5                          | 78.9                          | 75.5                          | 73.3                          | 71.9                          | 75.9                          |
| ساعات سطوع الشمس الشهرية                                                  | 174.7                         | 165.8                         | 187.0                         | 189.1                         | 198.5                         | 199.9                         | 221.4                         | 193.7                         | 175.7                         | 182.4                         | 162.2                         | 161.8                         | 2٬212٫2                       |
| المصدر: Central Weather Bureau (Normals 1981–2010, Extremes 1931–present) |                               |                               |                               |                               |                               |                               |                               |                               |                               |                               |                               |                               |                               |

## معرض صور

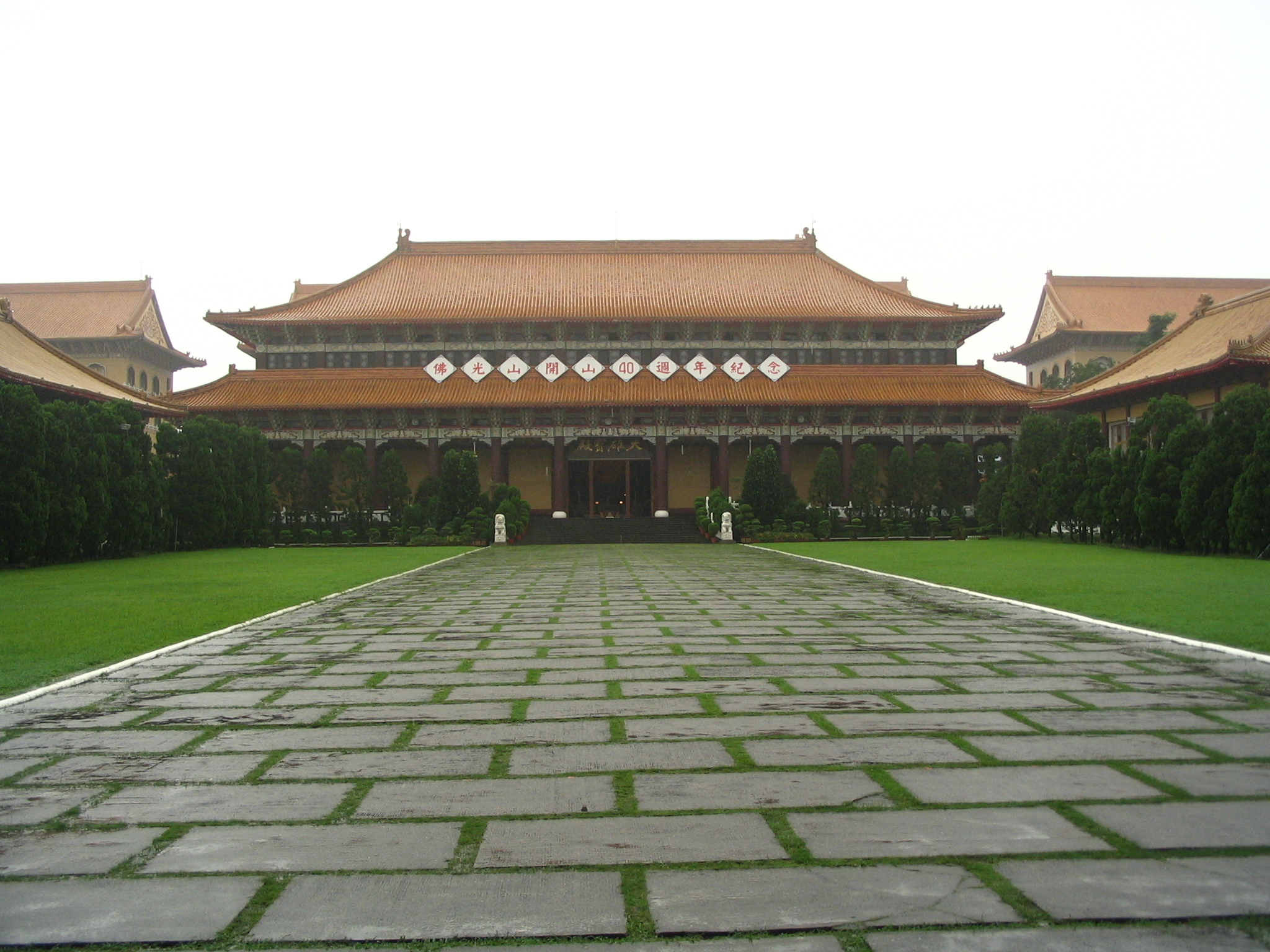
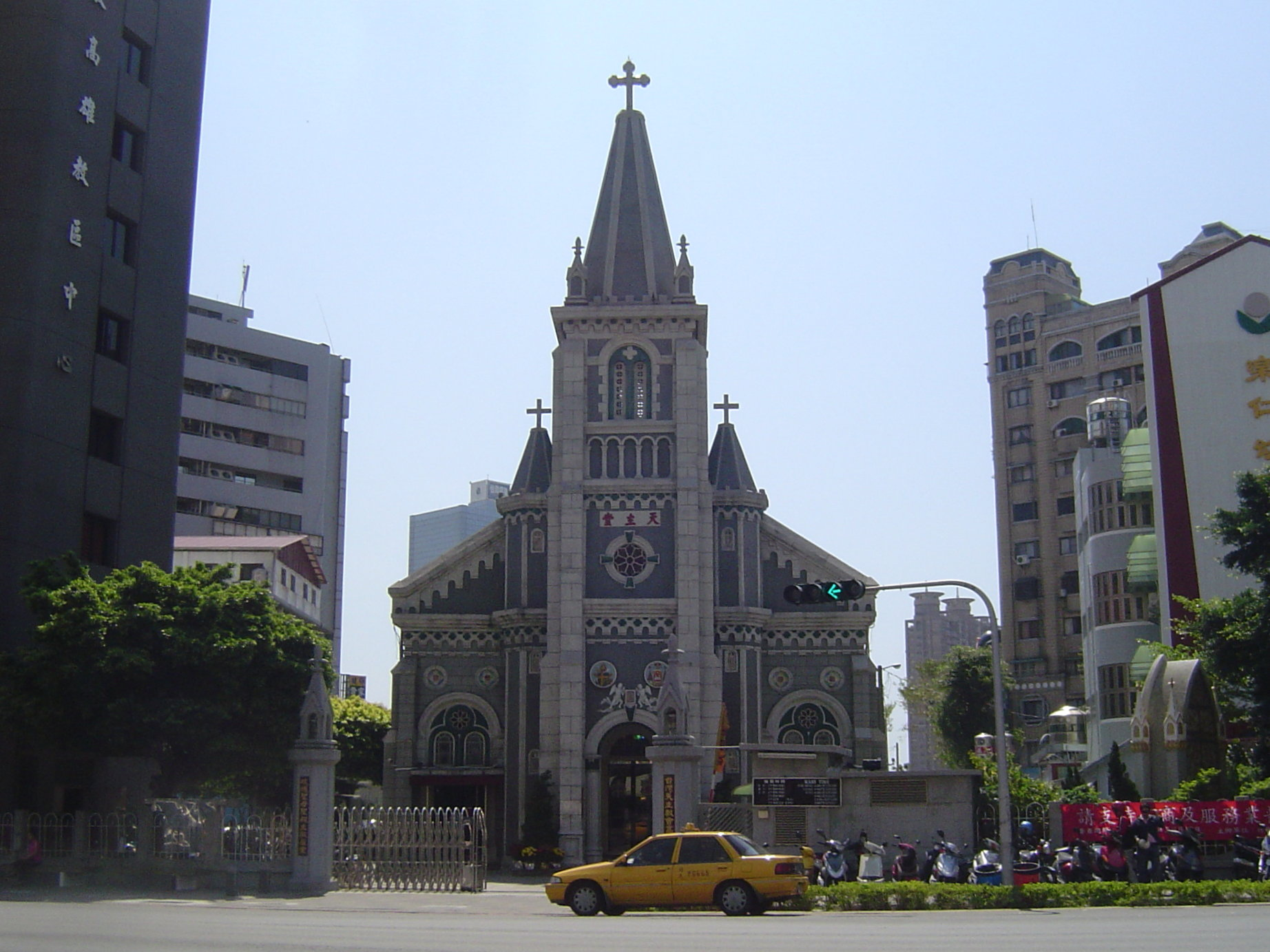
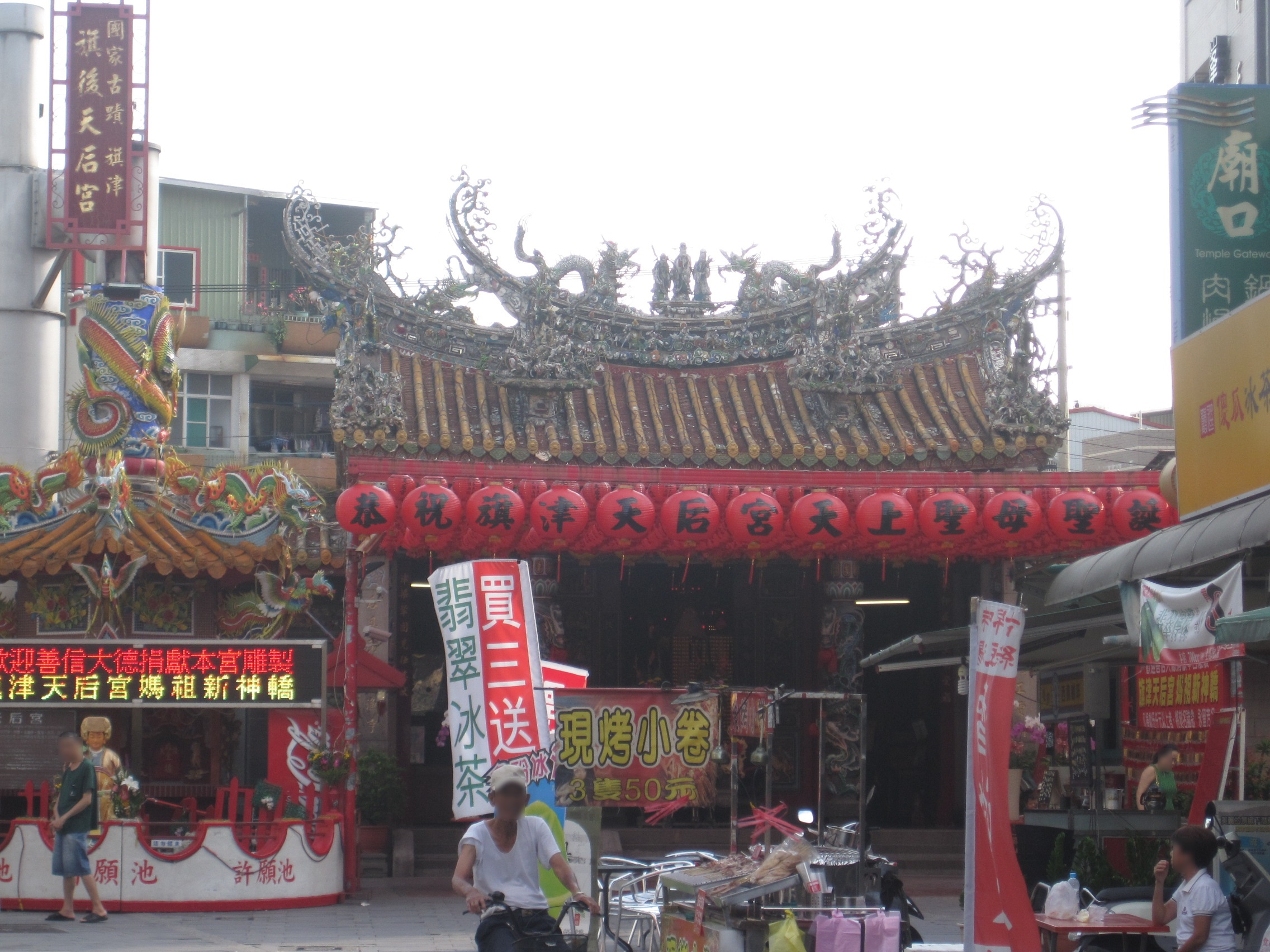
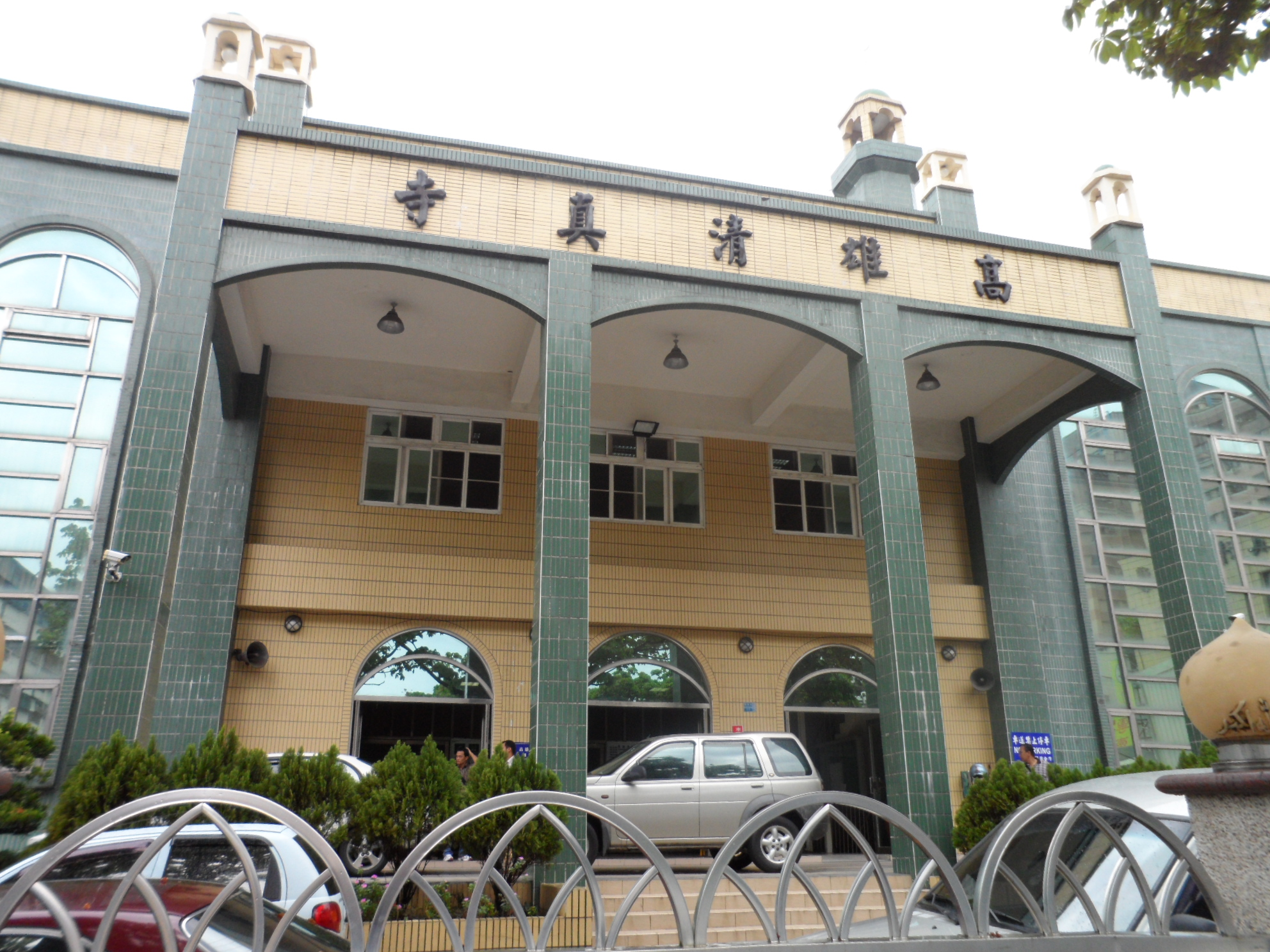

## توأمة
لكاوهسيونغ اتفاقيات توأمة مع كل من:
- ماليه
- سان أنطونيو
- بينساكولا
- كولورادو سبرينغس
- ليتل روك
- سياتل
- ريو دي جانيرو
- بوسان
- بريزبان
- تلسا
- نوكسفيل
- بلانتاير
- ماكون
- بارانكيا
- مقاطعة هونولولو

## أعلام
- فان تشونغ
- هيش سو وي
- كولين تشو
- تشان تشين وي
- شوانغ شيا جونغ

## وصلات خارجية
- الموقع الرسمي لحكومة مدينة كاوهسيونغ ()
- الموقع الرسمي لحكومة مدينة كاوهسيونغ

(بالإنجليزية)